# 1817 en Bretagne
 Chronologie de la Bretagne
- 1813
- 1814
- 1815
- 1816
- 1817
- 1818
- 1819
- 1820
- 1821

Cette page recense des événements qui se sont produits durant l'année 1817 en Bretagne.

## Société

### Naissance

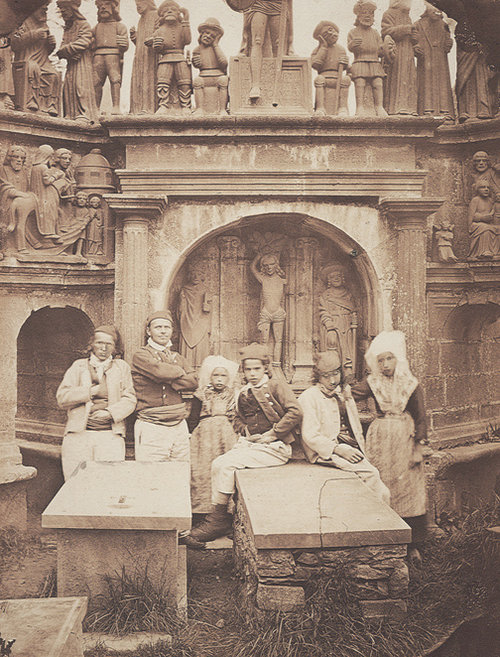
Genevieve Elisabeth Disderi photographie le cimetiere de Plougastel en 1856

- à Brest : Geneviève Élisabeth Disdéri, née Francart vers 1817, morte le 18 décembre 1878 à Paris, photographe française.

### Décès
- 5 février à Brest : Jérôme Berthomme (né à Brest le 18 février 1750), négociant et ancien maire de Brest.